# 男と女のミステリー時代劇
『男と女のミステリー時代劇』（おとことおんなのミステリーじだいげき）は、2016年4月5日から9月13日までBSジャパンで放送された、多岐川恭の小説を原作としたテレビドラマ。全12話。

## 放送日程
| 話数     | 放送日  | サブタイトル   | 脚本                | 監督     | 原作       |
| -------- | ------- | -------------- | ------------------- | -------- | ---------- |
| 第一話   | 4月05日 | あだ討ち       | 三國月々子          | 新村良二 | つつもたせ |
| 第二話   | 4月12日 | 牢の女         | 李正姫              | 森岡利行 | 牢の女     |
| 第三話   | 5月03日 | 万引き         | 大前智里            | 永江二朗 | 万引き     |
| 第四話   | 5月10日 | 髪結い藤吉     | 横田理恵            | 副島宏司 | 髪結い藤吉 |
| 第五話   | 6月07日 | 後生安楽       | 高橋美幸            | 山嵜晋平 |            |
| 第六話   | 6月14日 | 身代り稼ぎ     | 高橋美幸            | 森岡利行 |            |
| 第七話   | 7月05日 | 婿入り試験     | 高橋美幸 三國月々子 | 永江二朗 |            |
| 第八話   | 7月12日 | 宿場の大盗     | 李正姫              | 名倉良祐 |            |
| 第九話   | 8月02日 | 鋳掛け屋       | 李正姫              | 森岡利行 |            |
| 第十話   | 8月09日 | 深川お初       | 高橋美幸            | 永江二朗 |            |
| 第十一話 | 9月06日 | 上州からの客人 | 高橋美幸 三國月々子 | 山嵜晋平 |            |
| 第十二話 | 9月13日 | 老いての楽しみ | 李正姫              | 山本和夫 |            |

## キャスト
第一話「あだ討ち」
- 水島亮三郎 - 永井大
- おとし - 梅村結衣
- お竹 - 黒坂真美
- およね - 東加奈子
- お里 - 山下夏生
- 佐々木正之介 - 浜田学
- 金助 - 河西健司
- 藤蔵 - いしだ壱成

第二話「牢の女」
- ちせ（牢名主） - 浅野温子
- いち - 大西礼芳
- 梅吉（いちの又従兄弟） - なべやかん
- 長太郎 - 丸川敬之
- 栄之助 - 渋江譲二
- 房 - 中島淳子
- とき - 喜多村千尋
- まつ - 西山咲子
- 絹 - 円城寺あや

第三話「万引き」
- 小森沢太郎（新番組番士） - 中尾明慶
- れん（沢太郎の妻） - 逢沢りな
- 岡野杢之助（新番組番士） - 菊田大輔
- 伊香（新番組大番） - 重松隆志
- 清吉（小間物屋「もみじ屋」手代） - ゆかわたかし
- 建具屋の男 - 田中貴裕
- 田代常久（新番組番士） - 鈴之助
- 五兵衛（「もみじ屋」の主人） - 野添義弘
- たづ（小森家女中） - 秋本奈緒美

第四話「髪結い藤吉」
- おしま - 笛木優子
- 藤吉（髪結い） - 金子昇
- 勝兵衛 - 松本勝
- 梅吉 - 江藤聖矢
- 伊之助 - 福井博章
- 若狭屋手代 - 平塚真介
- 両替屋の主人 - 友寄
- 市兵衛（薬屋「若狭屋」の主人） - 永澤俊矢

第五話「後生安楽」
- 飯塚正弥 - 浅利陽介
- 林しづ - 水崎綾女
- 林金助 - 井上正大
- 琴 - 小西キス
- 川村穣 - 虫狩愉司
- 知念 - 諏訪太朗

第六話「身代り稼ぎ」
- 清太郎（呉服屋の次男） - 桜田通
- お光（新米夜鷹） - 小川あん
- おくに - 東てる美
- 大三郎（両替屋の長男） - 碓井将大
- 源八 - 仁科貴
- 新太郎 - 柴田明良
- 喜兵衛（両替屋の主人） - 栗原敏
- 平蔵（呉服屋の番頭） - 鷲津秀人

第七話「婿入り試験」
- 黒田清右衛門（両替商「黒田屋」の主人） - 鶴見辰吾
- 橋本善三郎（「黒田屋」の用心棒） - 八神蓮
- 黒田花（清右衛門の娘） - 上野優華
- 安田為三郎（「黒田屋」の用心棒） - 増田修一朗
- 木之下庄三郎（「黒田屋」の用心棒） - 山中アラタ
- 杉（黒田家の女中頭） - 岡本麗

第八話「宿場の大盗」
- 正右衛門（宿の主人） - うじきつよし
- 市 - 橘実里
- 富五郎 - 原川浩明
- 栄三郎（行商人） - 生島翔
- 幸吉（捕方） - 結城洋平
- 与田庫之助（侍） - 高木トモユキ
- ふじ - 川口花乃子
- 杵屋新吉（長唄の師匠） - 渡邊聡
- 木俣幸庵（医者） - 池野武範
- 伝八（捕方） - 中野英雄

第九話「鋳掛け屋」
- 友吉（研ぎ屋・下っ引き） - 金子貴俊
- おふく（後家） - 宮地真緒
- 寅助（岡っ引き） - 井田國彦
- 勘市（鋳掛け屋） - 有福正志
- おくみ（勘市の娘） - 舞優
- 栄次 - 北代高士

第十話「深川お初」
- お初（水茶屋の女将） - 秋野暢子
- 坂部甚四郎（水茶屋の常連客） - ビートきよし
- 弥太吉（岡っ引き） - 伊藤克信
- 惣太郎（たのの息子） - 篠原湊大
- たの（お初の妹） - 高橋海幸
- お蝶（水茶屋の女郎） - 岩井七世
- 徳造 - 中野大地
- 銀二郎 - 大谷亮平

第十一話「上州からの客人」
- 瓢助（上州からの客人） - 本田博太郎
- 美野吉（お米の弟） - 柾木玲弥
- お米（旅籠「三春屋」） - 鮎川桃果
- お充（お米の妹） - 野村真由美
- 清兵衛（旅籠「池田屋」の主人） - ジジ・ぶぅ
- 弥太郎 - 三原大樹
- 喜平 - 大北晋平
- 佐久間卯之助 - 大迫一平
- 弁吉（「池田屋」の番頭） - 大浦龍宇一

第十二話「老いての楽しみ」
- 善助（小道具屋の主人） - 柴俊夫
- つや - 白羽ゆり
- 仙吉 - 平田貴之
- みつ - 山本真夢
- 三太 - 東尚吾
- 松前屋 - 古旗宏治
- 伝三郎 - ユキリョウイチ

## スタッフ
- 原作 - 多岐川恭 『出戻り侍』（光文社文庫）
- 脚本 - 李正姫、大前智里、高橋美幸、三國月々子、横田理恵
- 監督 - 新村良二、副島宏司、森岡利行、山嵜晋平、永江二朗
- 主題歌 - MILLEA 「祈り」
- 音楽 - 諸橋邦行
- ナレーション - 那波隆史
- 撮影協力 - 江戸ワンダーランド、日光江戸村
- プロデューサー - 瀧川治水、山本和夫
- 製作 - BSジャパン、ドラマデザイン社[3]